# Elixir d'Alost
Elixir d'Alost is een kruidenlikeur die sinds 1940 wordt bereid door de Aalsterse likeurstokerij van de familie De Smedt.

## Geschiedenis
Dhr. René De Smedt was wijnhandelaar en likeurstoker op het O.L.V.-plein in Aalst. In deze stokerij creëerde de oprichter in 1940 een streekrecept voor de stad Aalst, den ‘Elixir d’Alost’; Een krachtige gezondheidslikeur van 35° vol alc.
Deze populaire kruidenlikeur, typisch voor Oilsjt werd jarenlang verhandeld, maar na René zijn dood werd het bedrijf stopgezet en verdween deze drank. De achterkleinkinderen van René vonden in de wijnkelder van hun grootmoeder nog een laatste originele volle fles Elixir d’Alost. Na smaakanalyse in een labo kon deze drank in zijn oorspronkelijke staat terug tot leven worden gewekt begin 2014.

## Productie
Meer dan twintig verschillende planten- en kruidensoorten liggen aan de basis van deze likeur. Ze worden eerst gemacereerd en dan gedestilleerd. Het resultaat rijpt daarna in eikenhouten vaten.

## Gebruik
Elixir d'Alost kan men puur drinken of met ijs of in koffie, maar ook in allerlei cocktails verwerken. Ook kan de likeur in de gastronomie gebruikt worden.